# Яничевич, Селена
Селена Яничевич (фр. Séléna Janicijevic; род. 23 июля 2002, Ножан-сюр-Марн) — французская профессиональная теннисистка, сербского происхождения. Победительница одиннадцати турниров ITF (10 — в одиночном разряде).
Финалистка одного юниорского турнира Большого шлема в парном разряде (Открытый чемпионат США-2019) и полуфиналистка одного юниорского турнира Большого шлема в парном разряде (Уимблдон-2019); бывшая 18-я ракетка мира в юниорском рейтинге ITF (2020).

## Общая информация
Родилась 23 июля 2002 года в Ножан-сюр-Марн, во Франции. И имеет сербское происхождение.
Яничевич начала играть в теннис в возрасте шести лет и предпочитает грунтовые корты.

## Спортивная карьера
В 2020 году стала победительницей одного турнира ITF в парном разряде.
И в 2021—2023 годах стала победительницей ещё десяти турниров ITF в одиночном разряде.

### 2023—2024
В январе 2023 года победила в квалификации и стала участницей одиночного разряда Открытого чемпионата Австралии, где в первом круге проиграла словенке Кайе Юван со счётом 5-7, 1-6.
В конце мая 2023 года она получила приглашение в основу Открытого чемпионата Франции в одиночном разряде, где в первом круге проиграла опытной соотечественнице Осеан Доден со счётом 6-0, 2-6, 1-6.
В декабре 2024 года в Лиможе (Франция) стала финалисткой турнира WTA 125 Open de Limoges в парном разряде вместе с россиянкой Эрикой Андреевой, где в финале они проиграли француженкам Эльзе Жакмо и Марго Рувруа со счётом 4-6, 3-6.

## Итоговое место в рейтинге WTA по годам
| Год  | Одиночный рейтинг | Парный рейтинг |
| 2023 | 274               | 1506           |
| 2022 | 183               | 761            |
| 2021 | 611               | 587            |
| 2020 | 765               | 597            |
| 2019 | 920               | 1159           |